# Вдовкин, Виктор Викторович
Виктор Викторович Вдовкин (род. 1962) — российский офицер морской пехоты Северного флота Вооружённых сил Российской Федерации, участник Первой чеченской войны, Герой Российской Федерации (3 мая 1995). Полковник юстиции.

## Биография
Родился 24 апреля 1962 года в селе Георгиевка (ныне — Коксаек Южно-Казахстанской области Казахстана). Его родители работали геологами. После окончания средней школы окончил первый курс городского профессионально-технического мореходного училища № 226 в городе Петрокрепость Ленинградской области.
В 1980 году был призван на службу в Военно-морской флот СССР. В 1982 году окончил Киевскую школу техников Военно-морского флота, входившую в 316-й учебный отряд ОСНАЗ ВМФ СССР, после окончания которой в июне 1982 года ему было присвоено воинское звание «мичман». В 1983—1987 годах служил старшим инструктором в отряде особого назначения ВМФ в Таллине. В 1987 году переведён для дальнейшей службы на Северный флот и назначен командиром взвода десантно-штурмового батальона в 61-й отдельной бригаде морской пехоты Северного флота (гарнизон Спутник), в которой служил до лета 1995 года. В 1991 году заочно окончил факультет радиотехнического вооружения надводных кораблей Ленинградского высшего военно-морского училища имени А. С. Попова, после чего получил первичное офицерское воинское звание «лейтенант».
В начале января 1995 года старший лейтенант Виктор Вдовкин был направлен в командировку в Чечню на должность начальника штаба сводного батальона морской пехоты 61-й отдельной бригады Северного флота. Неоднократно отличался во время боёв за Грозный. Во время боёв за здание бывшего Совета Министров ЧИАССР Вдовкин во главе штурмовой группы захватил нижний этаж и организовал отражение нескольких контратак сепаратистов, уничтожив 3 огневые точки и около 18 боевиков. В том бою он получил ранение, но остался в строю. Даже оказавшись в полном окружении, группа Вдовкина держала оборону четыре дня, нанеся противнику большие потери. Во время очередного выхода на разведку Вдовкин получил второе тяжёлое ранение и контузию и был эвакуирован на позиции, а после соединения с основными силами федеральных войск — отправлен в госпиталь.
Указом Президента Российской Федерации от 3 мая 1995 года за «мужество и героизм, проявленные при выполнении специального задания» старший лейтенант Виктор Вдовкин был удостоен высокого звания Героя Российской Федерации с вручением медали «Золотая Звезда».
Продолжил службу в Российской армии, после излечения в госпитале направлен на учёбу. В 1998 году Вдовкин окончил Военный университет Министерства обороны Российской Федерации, после чего служил юрисконсультом, старшим юрисконсультом, заместителем начальника юридической службы Главного штаба ВМФ Российской Федерации, затем помощником Главнокомандующего ВМФ — начальником юридической службы ВМФ России. В 2004 году уволен в запас в звании полковника.
Проживает в Москве, с апреля 2004 года — советник руководителя Центрального территориального управления Министерства путей сообщения Российской Федерации, затем советник руководителя Центрального территориального управления Федерального агентства железнодорожного транспорта. С октября 2005 года — начальник отдела кадровой и организационной работы Центрального управления Федеральной службы по надзору в сфере транспорта. С января 2006 года — заместитель генерального директора ФГУП «Экономический Центр» Федерального агентства по управлению федеральным имуществом. С июня 2006 по октябрь 2017 года — генеральный директор ЗАО «Центр экономического сотрудничества» (являлась специализированной организацией по проведению конкурсов (аукционов) в рамках выполнения Федеральной программы по обеспечению жильём силовых структур).
В настоящее время работает в юридической службе ОАО «Российские железные дороги» и активно занимается общественной деятельностью в составе таких общественных организаций, как Межрегиональная общественная организация «Клуб Героев Советского Союза, Героев Российской Федерации и полных кавалеров ордена Славы г. Москвы и Московской области», Региональный общественный Фонд Героев Советского Союза и Героев Российской Федерации имени генерала Е. Н. Кочешкова (вице-президент Фонда), Российская Ассоциация Героев под руководством генерал-полковника запаса В. А. Шаманова (заместитель председателя Ревизионной комиссии Ассоциации), Федерация комплексного единоборства России, Хуторское казачье общество «Митино».
Мастер спорта по армейскому рукопашному бою, судья Всероссийской категории.
Кроме «Золотой Звезды» Героя России также награждён рядом медалей СССР и России.